# C.R.D.A. Monfalcone 1962-1963
Questa voce raccoglie le informazioni riguardanti il C.R.D.A. Monfalcone nelle competizioni ufficiali della stagione 1962-1963.

## Rosa
| N. |                   | Ruolo | Calciatore         |
| -- | ----------------- | ----- | ------------------ |
|    | Italia (bandiera) |       | Burelli            |
|    | Italia (bandiera) | C     | Walter Cossar      |
|    | Italia (bandiera) | D     | Ennio Della Rocca  |
|    | Italia (bandiera) | C     | Mario Deotto       |
|    | Italia (bandiera) | P     | Giuseppe Di Davide |
|    | Italia (bandiera) | A     | Franco Fontanot    |
|    | Italia (bandiera) | A     | Giorgio Ive        |
|    | Italia (bandiera) | C     | Alfredo Lulich     |
|    | Italia (bandiera) | A     | Lucio Masat        |
|    | Italia (bandiera) | D     | Umberto Meggiolaro |
|    | Italia (bandiera) | C     | Sergio Morin       |

| N. |                   | Ruolo | Calciatore          |
| -- | ----------------- | ----- | ------------------- |
|    | Italia (bandiera) | A     | Luciano Padoan      |
|    | Italia (bandiera) | P     | Claudio Peres       |
|    | Italia (bandiera) | A     | Giancarlo Poletto   |
|    | Italia (bandiera) | C     | Dante Scala         |
|    | Italia (bandiera) |       | Sverzut             |
|    | Italia (bandiera) | A     | Livio Tonca         |
|    | Italia (bandiera) |       | Travain             |
|    | Italia (bandiera) | D     | Sergio Trevisan     |
|    | Italia (bandiera) | C     | Claudio Verzegnassi |
|    | Italia (bandiera) | A     | Giuseppe Zessar     |